# کیری (نام تجاری)
کیری (به انگلیسی: Kiri) یک برند بین‌المللی پنیر محصول گروه بل است که در ایران به دلیل حسن تعبیر با نام کیبی به فروش می‌رسد.

## نام اصلی

نام اصلی آن گاو خنده‌رو (یا به‌طور کامل گاوی که می‌خندد) است.(به فرانسوی: la vache qui rit) است. la حرف تعریف و vache (وش) به معنای گاو است. qui با تلفظ (کی) در زبان فرانسه به معنای «کسی که» و rit با تلفظ (غی) به معنای «می‌خندد» (حالت صرف‌شده فعل rire) است؛ که قسمت آخر آن کیری (kiri) نوشته می‌شود که همین قسمت از کل این کلمات جداشده و روی بسته‌بندی دیده می‌شد و در واقع تلفظ کلمه نوشته می‌شود. این کلمه (کیری) معنای خاصی در زبان‌های فرانسه و انگلیسی ندارد.